# Antoni Muñoz i Degrain

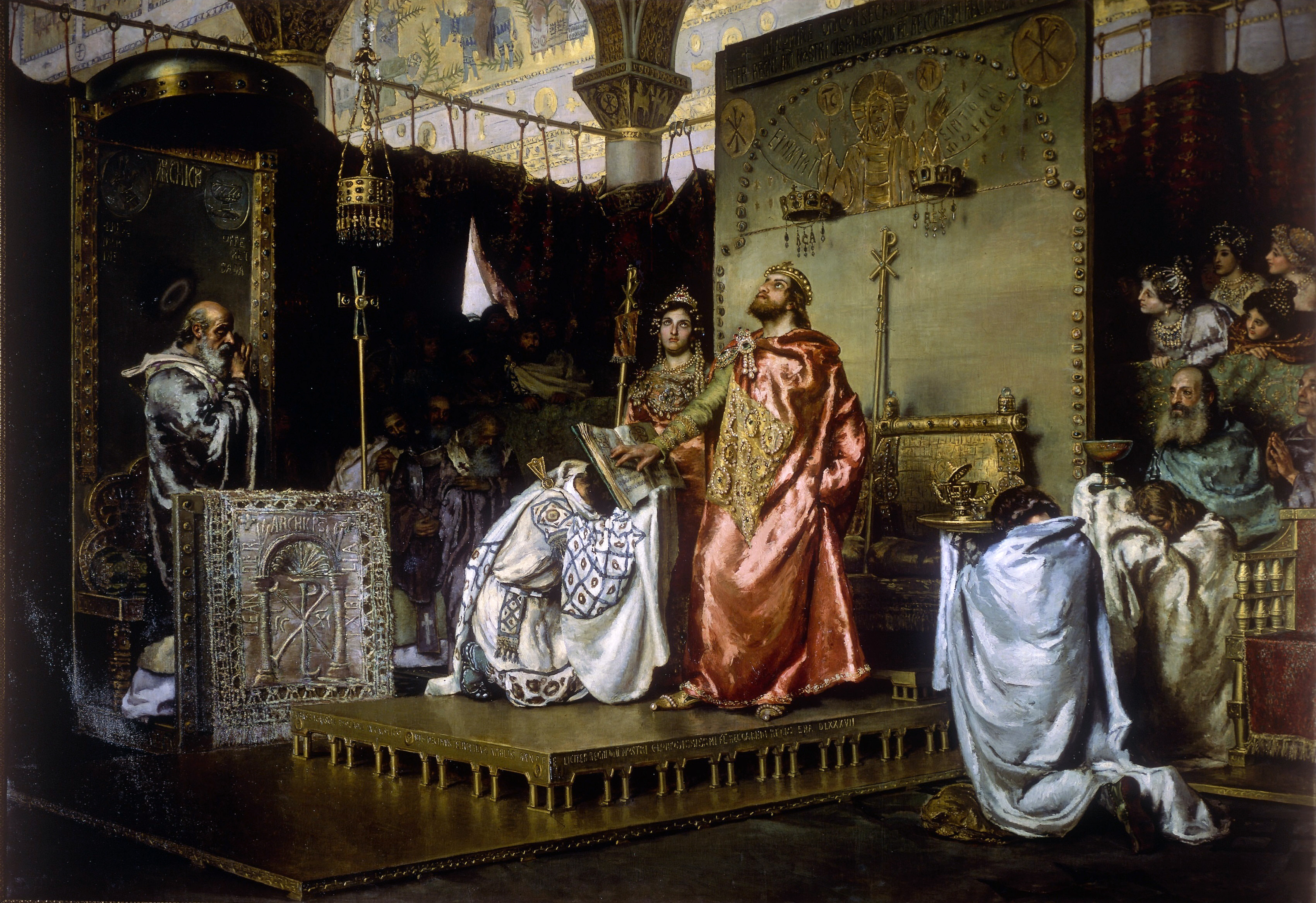
Conversió de Recared, quadre històric de Muñoz Degrain

Antoni Muñoz i Degrain (València, 18 de novembre de 1840 - Màlaga, 12 d'octubre de 1924) va ser un pintor valencià del corrent eclèctic; una barreja de romanticisme i modernisme.

## Biografia
Va començar a estudiar arquitectura, estudis que va deixar per dedicar-se a la pintura. Va estudiar art a l'Acadèmia de Belles Arts de Sant Carles de València, i ben aviat es va traslladar a Roma, on va portar una vida bohèmia.
L'any 1862 es va donar a conèixer en l'Exposició Nacional amb el quadre Los Pirineos, que va obtenir una menció honorífica. Anterior és el seu Otel·lo i Desdèmona, avui dia conservat al Museu de Belles Arts de Lisboa. Va obtenir altres premis en certàmens artístics amb El Valle de la Murta (1864) i Coro de monjas (1871).
El seu amic Bernardo Ferrándiz li va encarregar l'any 1870 la decoració del sostre del Teatre Cervantes de Màlaga.

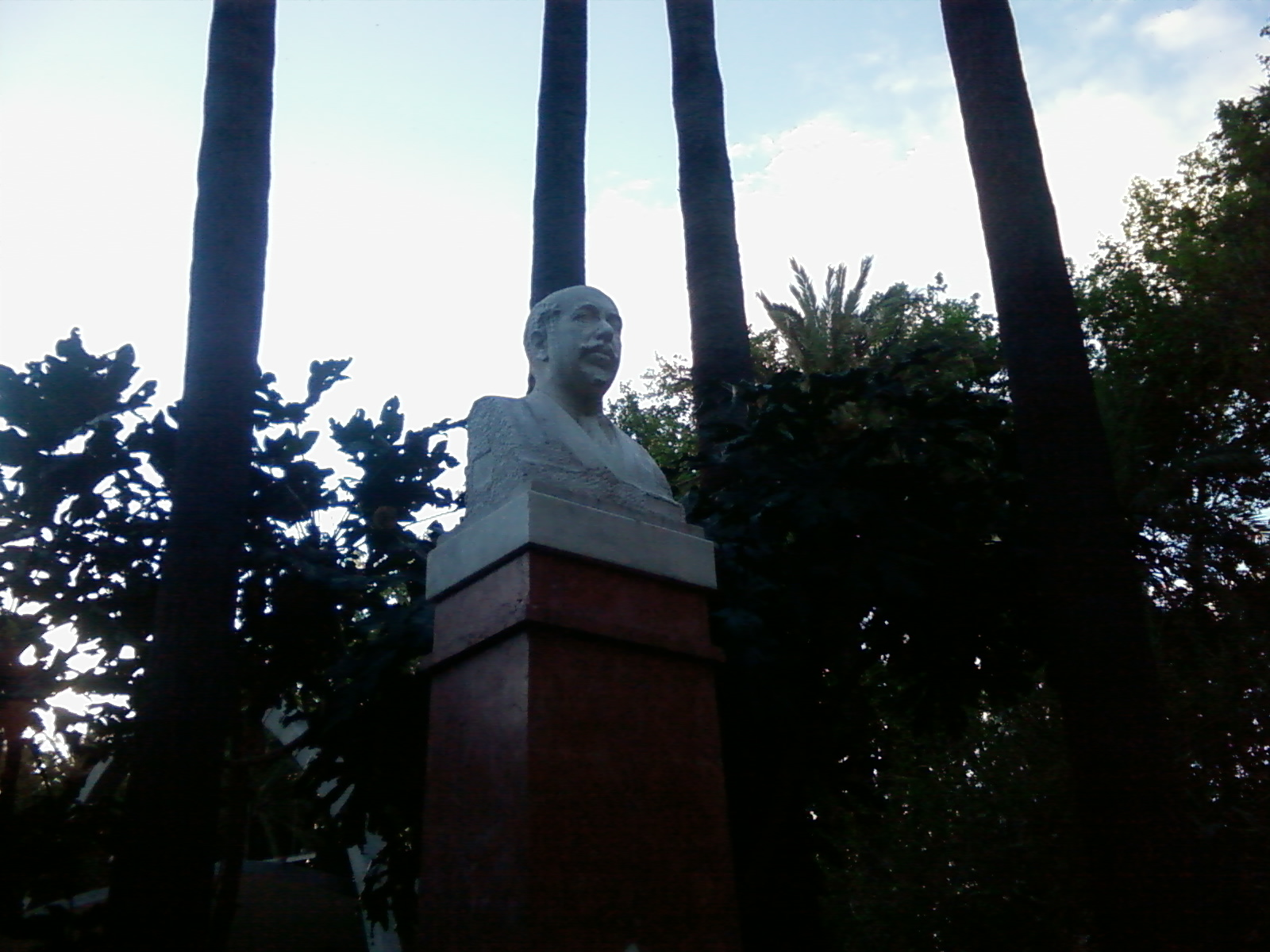
Monument a Muñoz Degrain a Màlaga

L'any 1878 va obtenir la creu de Carles III pel seu quadre Isabel la Catòlica cedint les seues joies per a l'empresa de Colom.
Va tornar a Roma com a pensionat pel govern l'any 1882, on va romandre dos anys. Al seu retorn, ja completament consagrat va guanyar una primera medalla de l'Exposició Nacional amb Los amantes de Teruel (1884) i va ser nomenat professor de dibuix i ornamentació de l'Escola Provincial de Belles Arts de Màlaga, on va tenir com a alumne Pablo Ruiz Picasso.
Va ser mestre de Valentín de Zubiaurre Aguirrezábal.
L'any 1898 va ser nomenat director de l'Escola de Belles Arts de San Fernando.
Al juliol de 1910 va fer donació a l'Acadèmia de Belles Arts de Sant Carles de València d'un bon nombre d'obres seues i alienes, així com de més de cinquanta objectes d'art, destinats al Museu de Sant Pius V, on encara es poden contemplar.

## Obra

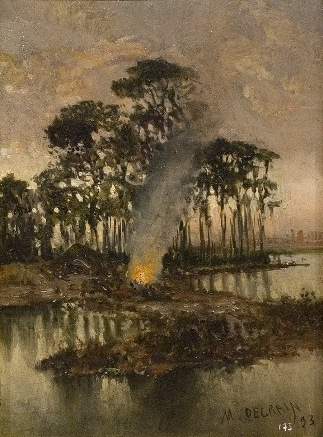
Orillas del Tíber

Inicialment va realitzar pintura d'arrel realista. Tot i haver fet quadres de tema històric per als habituals certàments artístics de l'època, va destacar sobretot com a paisatgista. Va deixar paisatges de les platges valencianes i andaluses, de la serra de Guadarrama, Granada, Màlaga, Còrdova, Venècia, Escòcia i l'Orient. En el tractament dels temes destaca per la seua gran imaginació i per certes implicacions simbolistes. Al final de la seva vida va començar a pintar amb pinzellades curtes i vives, d'un cert impressionisme tardà.
A Catalunya es poden trobar obres seves exposades en diferents institucions públiques, entre aquestes la Biblioteca Museu Víctor Balaguer de Vilanova i la Geltrú i el Museu Abelló de Mollet del Vallès.